# Cynometra engleri
Espèce
Statut de conservation UICN

 VU B1+2b, D2 : Vulnérable
Cynometra engleri est une espèce de plantes à fleurs de la famille des Fabaceae.

## Publication originale
- Botanische Jahrbücher für Systematik, Pflanzengeschichte und Pflanzengeographie 38: 77. 1905.